# Prudence Farrow
Prudence Anne Villiers Farrow Bruns (Seagrove Beach, 20 de janeiro de 1948) é uma autora, professora de meditação e produtora de filmes norte-americana. Ela é filha do diretor de cinema John Farrow e da atriz Maureen O'Sullivan, além de ser a irmã mais nova da atriz Mia Farrow. Ela foi a inspiração de John Lennon, dos Beatles, para escrever "Dear Prudence".

## Início
Farrow foi criada na fé católica e frequentou escolas mantidas por conventos. Farrow aprendeu a técnica da meditação transcendental em 1966 na Universidade da Califórnia em Los Angeles. Em 1967 ficou interessada no aprendizado da yoga e abriu um instituto de yoga em uma antiga igreja em Boston. Em 23 de janeiro de 1968, Farrow, junto com sua irmã Farrow e seu irmão John, viajaram junto com Maharishi Mahesh Yogi de Nova York para a Índia, para o ashram de Maharishi em Rishikesh para um treinamento de instrutores de meditação transcendental.
Os Beatles chegaram logo em seguida, em 16 e 20 de fevereiro. Farrow dedicou-se intensamente à prática da meditação transcendental de modo que ela pudesse dominar o conhecimento para tornar-se professora. De acordo com Prudente: "Eu sempre corria direto de volta para meu quarto após as palestras e as refeições para que eu pudesse meditar logo. John, George e Paul queriam apenas sentar-se, tocar de improviso e curtirem o momento enquanto eu corria para o quarto. Eles todos eram muito sérios naquilo que faziam, mas não eram tão fanáticos quanto eu". Ela "tornou-se quase uma reclusa" e "raramente saía" de seu chalé. Foi pedido a John Lennon que a  "contactasse e garantisse que ela saísse com mais frequência para socializar" e desse contexto surgiu a composição da canção "Dear Prudence". De acordo com Lennon: "Ela ficara trancada por três semanas e estava tentando encontrar a Deus antes de todos os demais".

## Carreira
Farrow ensinou a meditação transcendental por várias décadas após o curso feito na Índia. Entre seus alunos esteve o comediante Andy Kaufman. Ela retornou à Índia para aprimorar seus conhecimentos com Maharishi em 1986 e tem ensinado as técnicas de meditação transcendental na Flórida desde 1970.
Mais tarde, Farrow obteve diversos graus universitários (BA, MA, e PhD) da Universidade da Califórnia em Berkeley, na qual ela graduou-se e pós-graduou-se em Estudos asiáticos. Sua tese de doutorado foi sobre diagnóstico de pulso, intitulada: Nadivijnana, the Crest-Jewel of Ayurveda: A Translation of Six Central Texts and an Examination of the Sources, Influences and Development of Indian Pulse-Diagnosis. Farrow tornou-se também professora no Ensino Fundamental e de acordo com seu currículo ela exerceu vários cargos de ensino ou se apresentou em conferências na Universidade da Califórnia em Berkeley, na Universidade Rutgers e na Universidade de Wisconsin.
Farrow trabalhou no teatro e na indústria cinematográfica como assistente de produção de The Muppets Take Manhattan em 1984 e como coordenadora de arte para The Purple Rose of Cairo. Ela também "concebeu e coproduziu" o film Widows' Peak, no qual estrelava sua irmã, Mia, em um papel originalmente escrito para a mãe das duas, Maureen O'Sullivan. Em 1999, ela era uma das quatro produtoras envolvidas na encenação de Up From the Ground no Westbeth Theatre em Nova York.
Farrow tornou-se escritora para revistas na década de 2000. Usando seu nome de casada, Prudence Bruns, ela escreveu artigos sobre Estudos da Ásia, religiões mundiais, ayurveda e vida saudável. Em 2012, Farrow estabeleceu a fundação sem fins lucrativos Dear Prudence Foundation para levantar fundos para a realização de um documentário sobre o festival Kumbh Mela, que ocorre a cada doze anos, de 2013.

## Vida pessoal
Farrow tem três filhos e quatro netos.